# یواس‌اس هرالد (ای‌ام-۱۰۱)

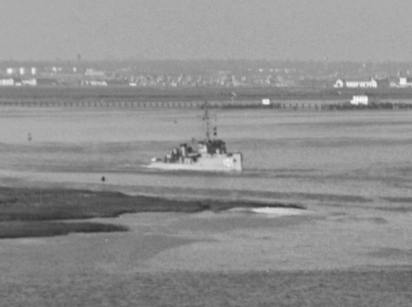
یواس‌اس هرالد (ای‌ام-۱۰۱)_۱۹۵۳میلادی

یواس‌اس هرالد (ای‌ام-۱۰۱) (به انگلیسی: USS Herald (AM-101)) یک کشتی بود که طول آن ۲۲۱ فوت ۳ اینچ (۶۷٫۴۴ متر) بود. این کشتی در سال ۱۹۴۲ ساخته شد.